# Norton (Ohio)
Norton – miasto w Stanach Zjednoczonych, w północno-wschodniej części stanu Ohio. Liczba mieszkańców w 2000 roku wynosiła 11 508.